# Gmina Vlasotince
Gmina Vlasotince (serb. Opština Vlasotince / Општина Власотинце) – gmina w Serbii, w okręgu jablanickim. W 2018 roku liczyła 27 718 mieszkańców.